# فیلیپ اریا
فیلیپ اریا (به فرانسوی: Philippe Hériat) نویسنده قرن بیستم میلادی اهل فرانسه و برنده جایزه رنودو در ۱۹۳۱ بود.